# Кемелло, Чиприано
Чиприано Кемелло  (итал. Cipriano Chemello, 19 июля 1945, Креспано-дель-Граппа — 14 февраля 2017, Бассано-дель-Граппа, Венеция) — итальянский велогонщик, бронзовый призёр летних Олимпийских игр в Мехико (1968).

## Биография
В велоспорте дебютировал в 1961 г. за клуб «Ангарано» под руководством тренера Данило Мочеллина, в 1963 г. переходит в «Бассано 1892».
В 1966 г. под руководством тренера Гвидо Косты впервые стал чемпионом мира во Франкфурте в командной гонке преследования на 4 км. На летних Олимпийских играх в Мехико (1968) стал бронзовым призёром в командной гонке преследования. Вновь победил на мировом первенстве в Монтевидео (1968), дважды становился серебряным призёром: в Сан-Себастьяне (1965) и в Амстердаме (1967). В 1967 г. он также финишировал четвёртым в одиночной гонке преследования.
В 1967 году он стал чемпионом Италии в индивидуальной гонке преследования. В том же году стал рекордсменом мира со временем 4:48,89.
В 1969 г. стал профессиональным велогонщиком: представлял Salvarani, в 1971 г. — Cosatto in 1971, в 1972 г. — GBC Sony in 1972, завершил выступления в 1973 г. в составе Supermercato Calzature. В свой дебютный год он одержал две победы на Вуэльте Каталонии, а в следующем году выиграл этап гонки Париж — Ницца.
Однако впоследствии из-за травм ему пришлось завершить карьеру.
В течение нескольких лет являлся директором велотрека Бассано-дель-Граппа и председателем Региональной федерации велосипедного спорта области Венеция.